# 上沼昌雄
上沼 昌雄（うえぬま まさお、1945年 - ）は日本の牧師。米国在住、米国で「聖書と神学のミニストリー」を主催している。妻は米国人。息子はアメリカ海兵隊将校。

## 経歴
1945年に群馬県前橋市に生まれる。1968年に北海道大学卒業。
1971年聖書神学舎卒業後、1973年渡米トリニティ神学校、シカゴ・ルーテル神学大学を卒業した後帰国。
1980年に日本福音キリスト教会連合川越聖書教会牧師に就任して、1986年に辞任する。その後、久留米キリスト教会の牧会をした後、1989年渡米して、北カリフォルニアで皿洗いのアルバイトをしながら、プロミス・キーパーズに参加するようになる。日本にプロミス・キーパーズを紹介する。イーストベイ・フリーメソディスト教会牧師などを歴任する。現在、カリフォルニア在住。

## 著書
- 「ペテロの手紙第一、第二」「ユダの手紙」『新聖書注解』いのちのことば社
- 『苦しみを通して神に近づく』
- 『夫たちよ、妻の声を聞こう』
- 『闇を住処とする私、やみを隠れ家とする神』
- 『救済史的理解をめぐって』福音主義神学会、1980年
- 『生命についての神学的理解の一試論』福音主義神学会、1985年
- 『創造論と悪の起源――「無からの創造」をめぐって』